# Laka (langue)
Cet article concerne une langue parlée au Tchad. Pour le groupe ethnique, voir Laka (peuple). Pour les autres significations, voir Laka (homonymie).
Le laka, ou lakka, ou laga ou encore kabba-laka, est une langue parlée au Tchad appartenant au groupe des langues sara. Elle est notamment parlée par le peuple des Laga.
Le laka de Lau (en), parlé au Nigeria, est étroitement apparenté au kabba-laka.

## Localisation
Le laka est parlé principalement au Tchad dans les provinces du Logone-Occidental, du Logone-Oriental (départements des Monts de Lam et de la Nya Pendé, et sous-préfectures de Baïbokoum et Goré, soit 310 villages).
Le dialecte mang est parlé principalement dans la sous-préfecture de Goré, cantons de Ngadjibian, Békan et Timbéri ; le dialecte bémour dans les cantons de Bessao et Pandzangué au sud de Moundou ; le dialecte maïngao aux alentours de Ngamadja-Dodang II et de Bessao-Oudoumian ; le dialecte goula dans les cantons d'Andoum et de Pandzangué (alentours de Pan) ; le dialecte paï aux alentours d'Oudoumian.

## Caractéristiques
Certains considèrent le laka comme un dialecte du ngambay.

### Dialectes
Il existe les dialectes bémour, goula, maïngao, mang et paï.

## Littérature
Un Nouveau Testament en kabba-laka a été publié en 1960 par la British and Foreign Bible Society. Il a été traduit par la missionnaire des Frères, Matilda W. Kennedy avec les assistants Pierre Ngondje et Paul Bobeta.